# الطائر الأبيض: قصة رائعة
الطائر الأبيض: قصة رائعة (بالإنجليزية: White Bird: A Wonder Story)‏ هو فيلم دراما حربي أمريكي من إخراج مارك فورستر وبطولة جيليان أندرسون وهيلين ميرين. من المقرر صدور الفيلم في 14 أكتوبر 2022.